# ヴェンティミーリア駅
ヴェンティミーリア駅（ヴェンティミーリアえき、イタリア語: Stazione di Ventimiglia）は、イタリアリグーリア州インペリア県ヴェンティミーリアにある、レーテ・フェッロヴィアーリア・イタリアーナ（RFI）の鉄道駅。

## 概要
ジェノヴァ＝ヴェンティミーリア線・タンド線・マルセイユ・ヴェンティミーリア線の3路線が乗り入れる。マルセイユ・ヴェンティミーリア線は当駅以西でフランス国境を越境する。駅のランクはゴールド。

## 歴史
駅は1871年末に開業した。その後1882年にインテルナツィオナーレ駅（イタリア語: internazionale）と呼ばれるようになり、1883年には駅舎が建設された。 ただし後に、建築家ロベルト・ナルドゥッチによって設計された現在の駅舎に取って代わられた。現在の駅舎はヴェンティミーリアの他の公共施設（市庁舎など）と調和した、ファシスト建築様式を反映している。
1901年にはヴェンティミーリア-ボルディゲーラ間の路面電車が駅周辺のカヴール通りに開業した。しかし路面電車は1936年に廃止された。

## 隣の駅
トレニタリア
インターシティ
ヴェンティミーリア駅 - ボルディゲーラ駅
インターシティ・ノッテ
 マントン駅 - ヴェンティミーリア駅 - ボルディゲーラ駅
レギオナルトレイン（ジェノヴァ、サント・ステーファノ・ディ・マグラ方面）
ヴェンティミーリア駅 - ヴァッレクロージア駅
レギオナルトレイン（フォッサーノ方面）
ベヴェラ駅 - ヴェンティミーリア駅
SNCF
TER PACA 4
 マントン・ガラヴァン駅 - ヴェンティミーリア駅